# Baronville (Belgique)
Pour les articles homonymes, voir Baronville (homonymie).
Baronville (en wallon Baronvèye) est une section et un village de la ville belge de Beauraing située en Région wallonne dans la province de Namur.

## Étymologie
Le nom de Baronville trouverait son origine dans le nom latin Baro villae signifiant ferme de Baro.

## Évolution démographique
- Source: DGS, 1831 à 1970=recensements population, 1976= habitants au 31 décembre

## Histoire
Malgré son étymologie et le fait que l'emplacement du village soit dans les parages de nombreuses voies romaines, les fouilles archéologiques sur le site actuel de Baronville n'ont jamais découvert de traces de l'époque romaine. Seules une soucoupe de terre cuite et des fibules de bronze dont l'origine serait mérovingienne ont pu être exhumées.
Depuis le Xe siècle, le village a fait partie de possessions de l'Église de Liège et constituait de par ce fait une enclave liégeoise dans les terres des Comtes de Namur et de Luxembourg. Le village sera ensuite successivement un domaine appartenant aux familles de Fysinne (1456), d'Orjo (1559), de Marote de Montigny (1616) pour enfin aboutir le 16 mars 1669 après de multiples péripéties et transactions entre les mains de Valérien de Wal seigneur de Vyle. Les descendants de ce dernier vont conserver Baronville et ajouteront même le nom du village au leur. Malgré l'attachement du dernier ressortissant de cette famille aux idées nouvelles ainsi que sa participation active à la révolte des Liégeois en 1789, le château sera incendié en 1793 par une troupe de révolutionnaires de Givet.
Baronville était une commune à part entière avant la fusion des communes de 1977.

## Économie
Au cours des siècles, la principale activité du village fut longtemps l'agriculture et l'exploitation des ressources forestières. Aujourd'hui, la majorité des habitants vont travailler dans les centres urbains belges environnants mais aussi et surtout à Givet et seuls quelques emplois liés à la sylviculture ou à l'agriculture permettent encore d’exercer un emploi sur place.
Il est toutefois intéressant de signaler que depuis une quarantaine d'années, le développement du village est constant et que son bilan démographique est positif.

## Galerie photos

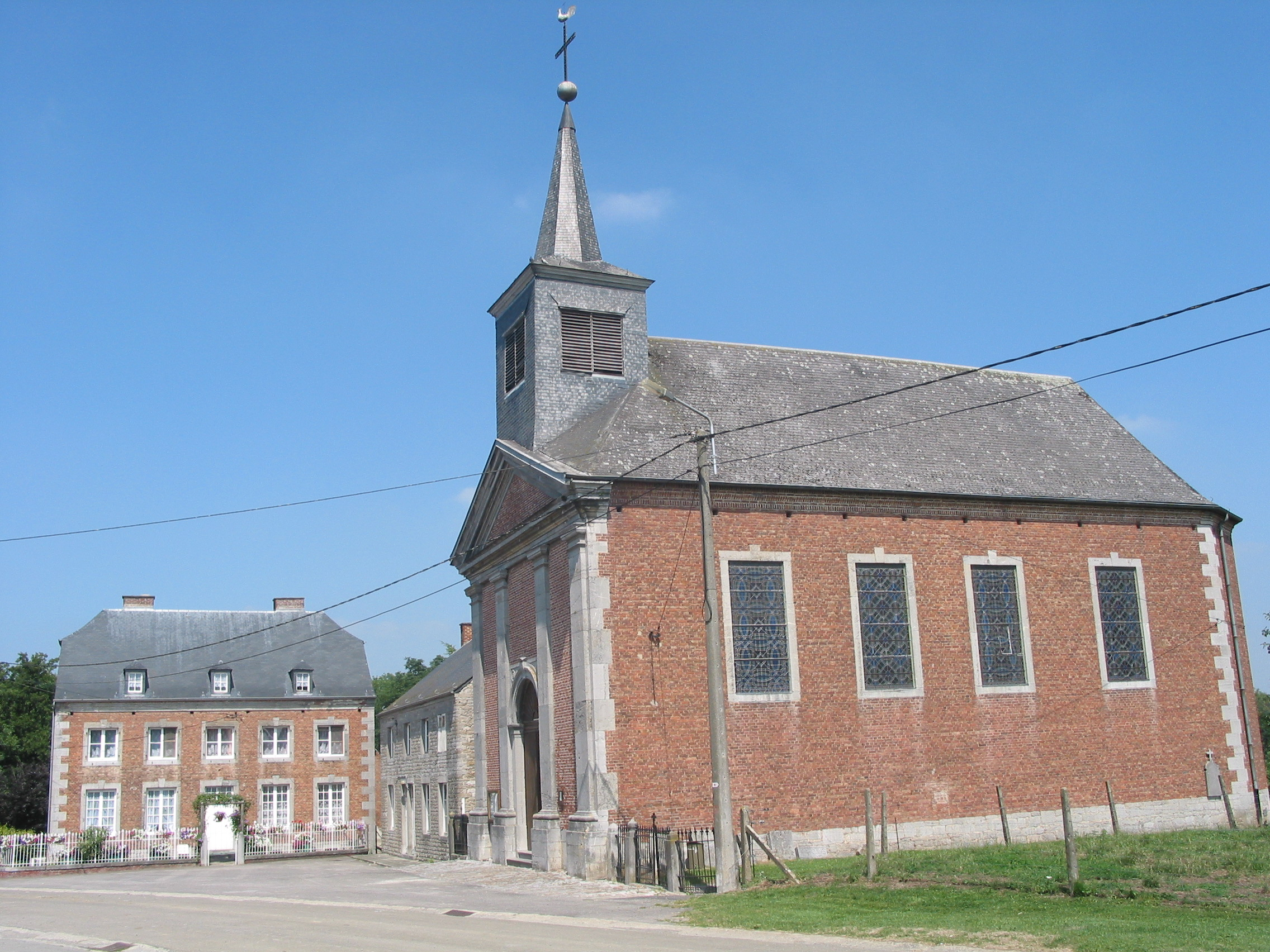
L'église (XIXe siècle).
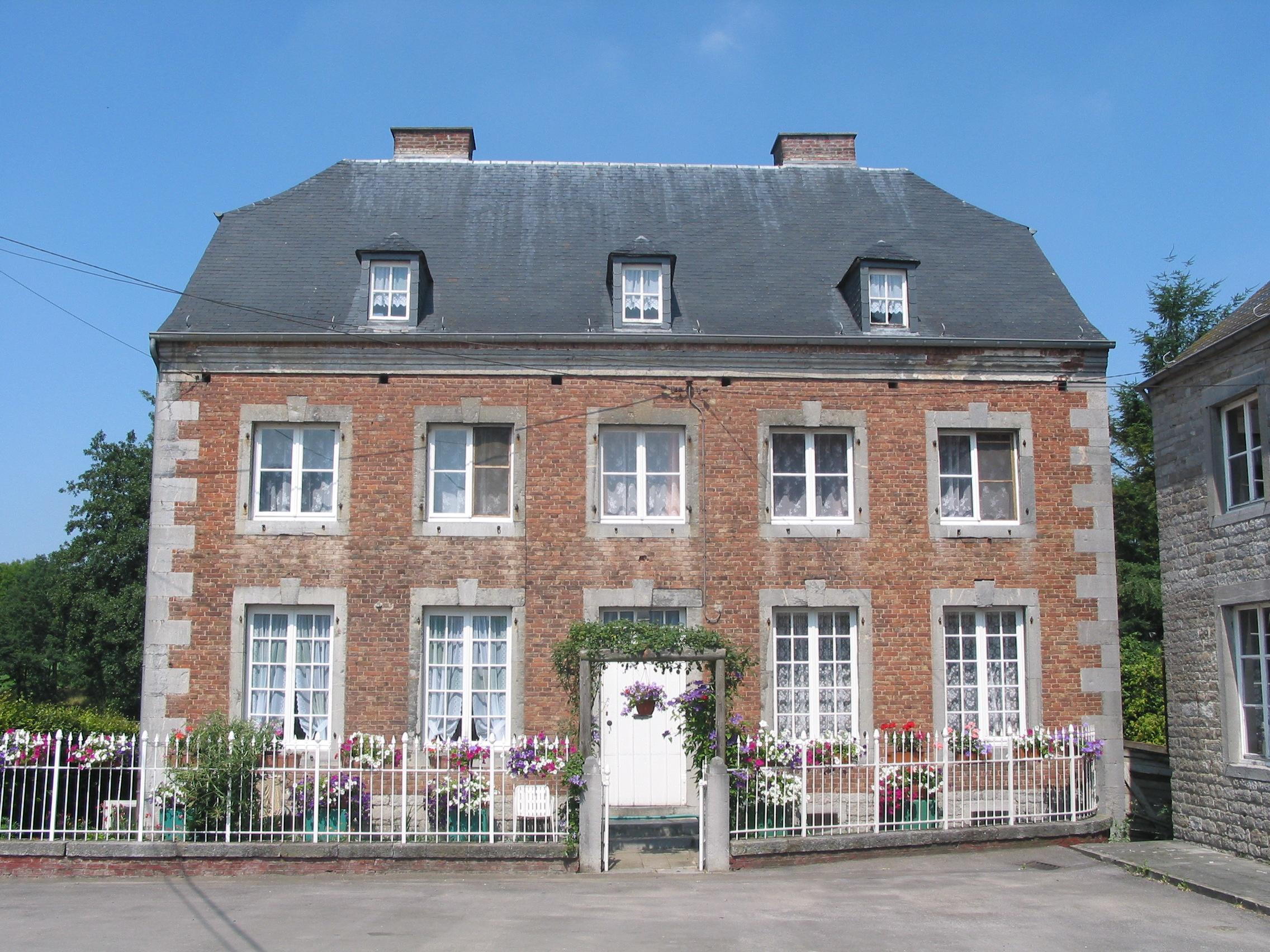
Le presbytère (XIXe siècle).
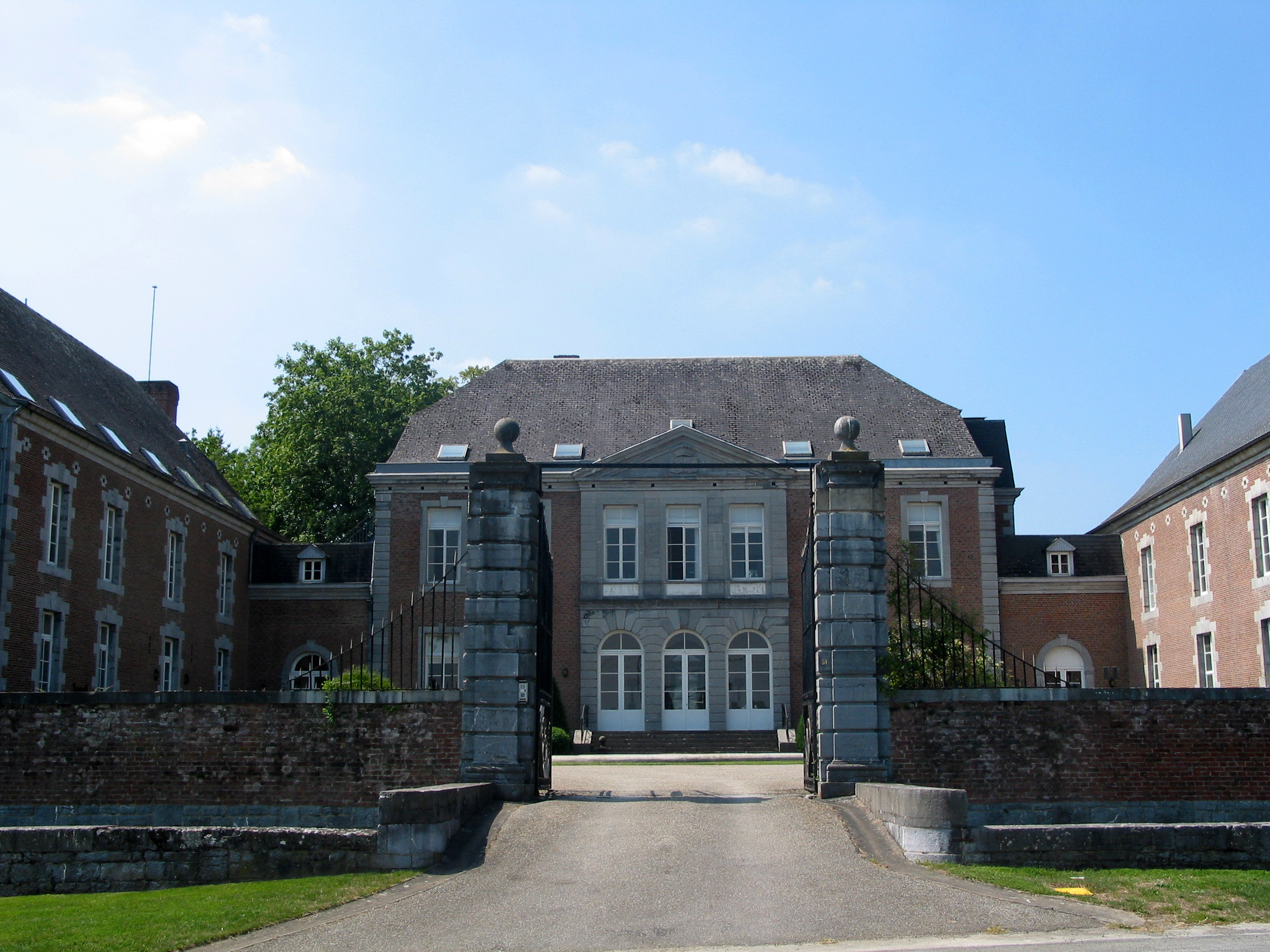
Le château (XIXe siècle).
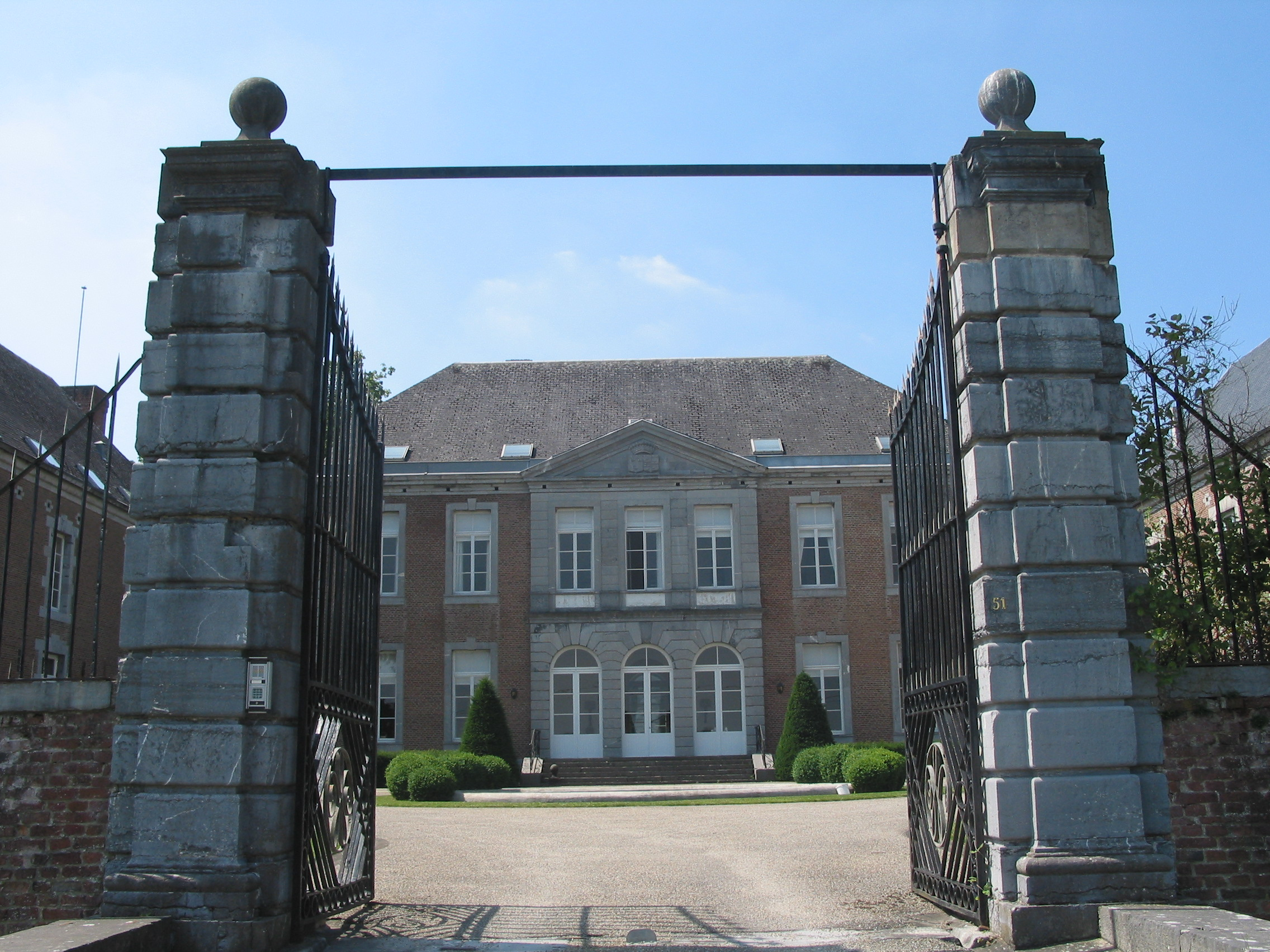
Gros plan sur l'entrée principale du château.